# Mabesekwa
Mabesekwa is een dorp in het district Central in Botswana. De plaats telt 1528 inwoners (2011).